# ボストンの鉄爪
『ボストンの鉄爪』（ボストンのひきがね）は、2018年に製作された日本のアクション映画。俳優の片桐竜次が初監督を務めた、フィルム・ノワール作品である。

## 概要
片桐竜次が、ジョン・F・ケネディ生誕100周年記念に、ケネディの生誕地であるボストンをモチーフに、監督作として手がけた。

## あらすじ
澤村将造と瀬川英次は孤児院で育った後に暴力団に加わる。だが、「極道狩り専門の極道」となった2人に対する裏切りが起きた。

## 登場人物
澤村将造
演 - 武蔵拳
神田会幹部澤村組組長
瀬川英次
演 - 沢田トウヨウ
神田会瀬川組組長
神田征吉
演 - 片桐竜次
神田会会長
大橋欣也
演 - 松田ケイジ
神田会若頭大橋組組長
義同圭佑
演 - 大槻博之
義同組組長
義同真紀
演 - 鈴木ゆか
義同の妻
坂上善一郎
演 - 小野了
代議士
伊藤
演 - 佐藤良洋
坂上の秘書
花島充
演 - 北野哲也
澤村組幹部
石田雅彦
演 - マサトキムラ
大橋組若頭
柴本龍介
演 - 町田政則
柴本龍心一家長
磯崎正男
演 - 上野太
磯崎一家長
浜田光市
演 - 高見周市
神田会舎弟頭
白崎仙一
演 - 松元信太朗
神田会本部長
井出虎勝
演 - 佐々木庸二
井出組組長
北茂
演 - 大島つかさ
北組組長
大田誠
演 - 三月達也
大田組組長
山波
演 - 鋼鐵男
瀬川組幹部
島崎
演 - 山崎洋介
島崎総業元会長
ジャズシンガー
演 - 井筒香奈江
ママ
演 - 中原京美
女将
演 - 神谷奈那美

## スタッフ
- 製作：清水道訓
- 企画：鈴木拳一
- プロデューサー：京賀剣誠、夏木信作
- 監督：片桐竜次
- 脚本：藤原良
- 撮影：小沢維士
- 録音：鎌田敏春
- メイク：金子由香里
- 音楽：吉川清之
- 特殊効果：森本浩
- 編集：征矢悟、OZAWA
- 協力：柏原寛司、ユーキースエンタテインメント、劇団演奏舞台
- 宣伝：浅井星太郎